# Qui Christi Domini

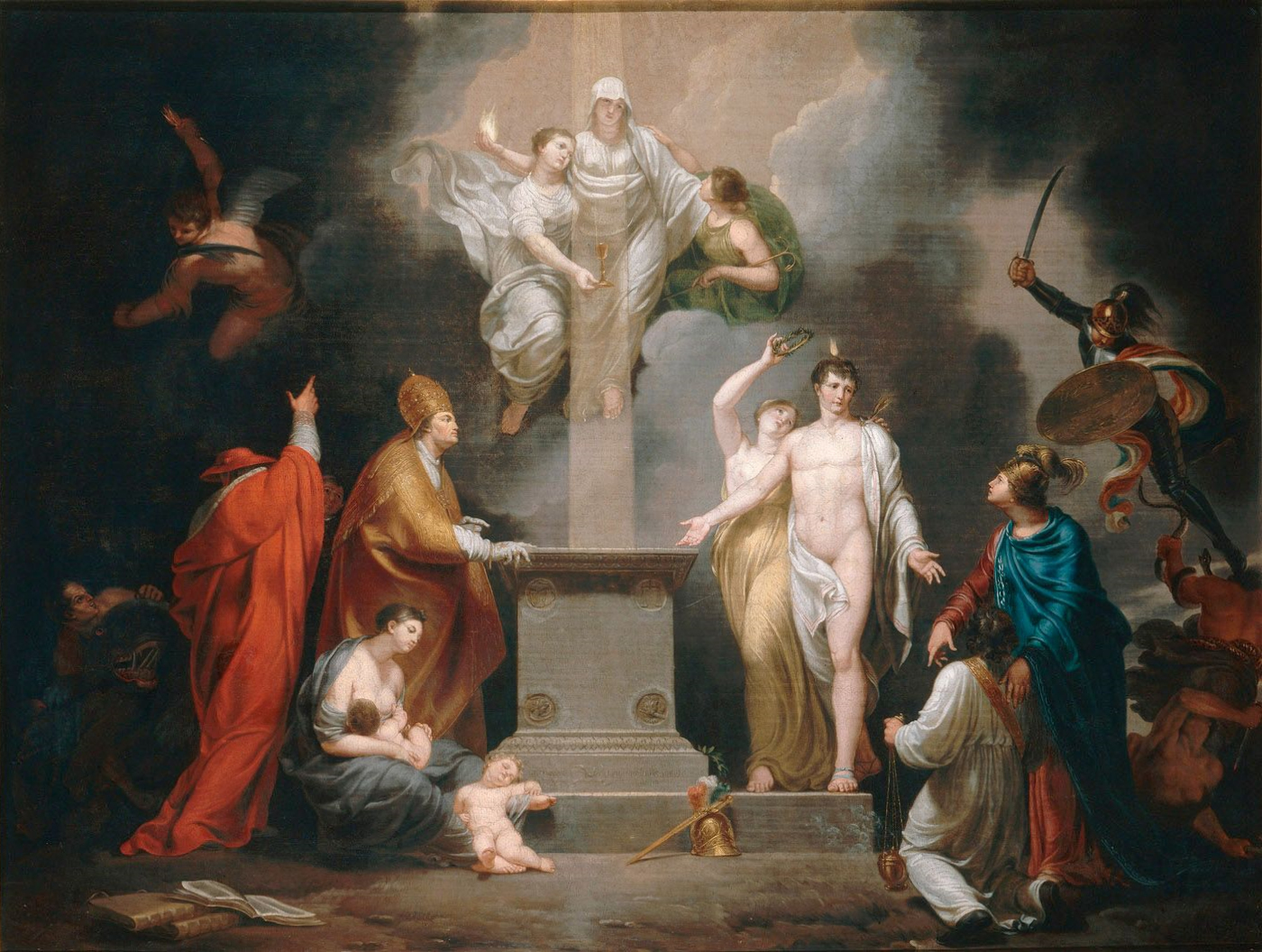
Alegorie konkordátu z roku 1801 (Pierre Joseph Célestin François)

Struktura římskokatolické církve ve Francii v době vydání buly (tučně jsou zvýrazněna arcibiskupství, stejnou barvou jednotlivé církevní provincie

Qui Christi Domini (česky Kdo je Kristus Pán) je název papežské buly z 29. listopadu 1801 vytvořené na základě konkordátu z téhož roku. Autor papež Pius VII. bulou zrušil všech 157 biskupství ve Francii a vytvořil nových 10 arcidiecézí a 50 diecézí, z nichž pouze část si podržela vazby na předchozí uspořádání. Nová biskupství kopírovala hranice departementů s biskupským sídlem v jejich hlavním městě.

## Historie
V době Velké francouzské revoluce byl na římskokatolickou církev vyvíjen nátlak ze strany státu. Byla zavedena konstituční církev, která měla formální vazbu na papeže, ale o všem rozhodovalo Ústavodárné národní shromáždění. Na základě občanské ústavy duchovenstva z roku 1790 se z duchovních stali lidem volení a státem placení úředníci státních farností a biskupství. Arcibiskupství byla zrušena a zbylá biskupství byla obsazena ústavními biskupy. Taková praxe trvala po dobu celého revolučního období. V roce 1791 civilní ústavu odmítl papež Pius VI. V té době složilo předepsanou přísahu zhruba 55 % kněžích na venkově a mezi 25 % a 48 % ve městech. Uvnitř francouzské katolické církve došlo po prohlášení papeže k napětí mezi kleriky věrnými ústavě a oddanými Římu, což mělo významný vliv na obyvatelstvo.
Nevyhovující stav, kdy v řadách katolické církve ve Francii byli mnozí biskupové dosazeni právě revolučním režimem, měla být v roce 1801 řešena radikálně. Na základě buly byla všechna ústavní biskupství zrušena. Do nově vzniklých arcidiecézí a diecézí byli někteří z biskupů potvrzeni, avšak mnoho z nich bylo nově vysvěcených.